# Max Sievers

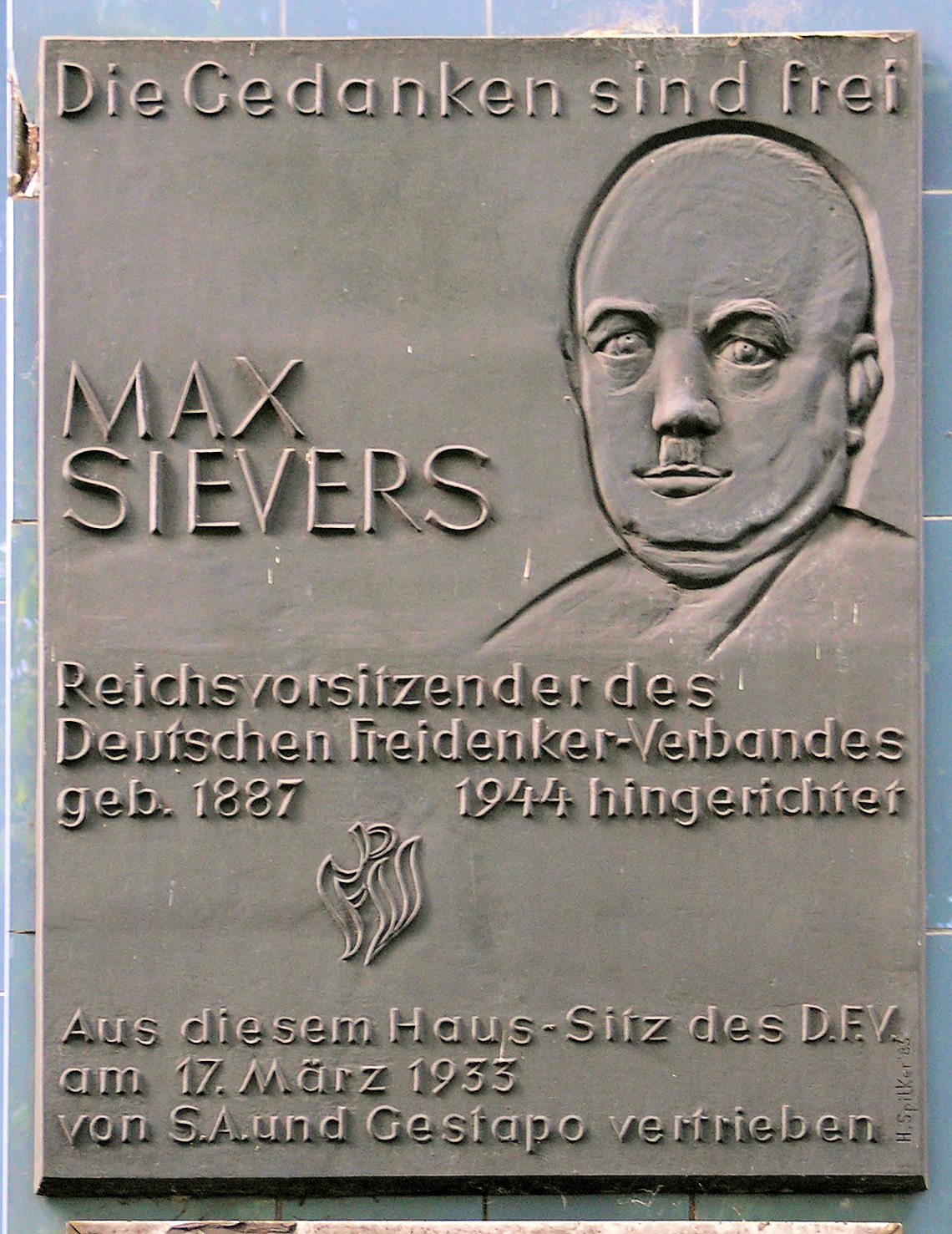
Gedenktafel am Haus Gneisenaustraße 41, in Berlin-Kreuzberg

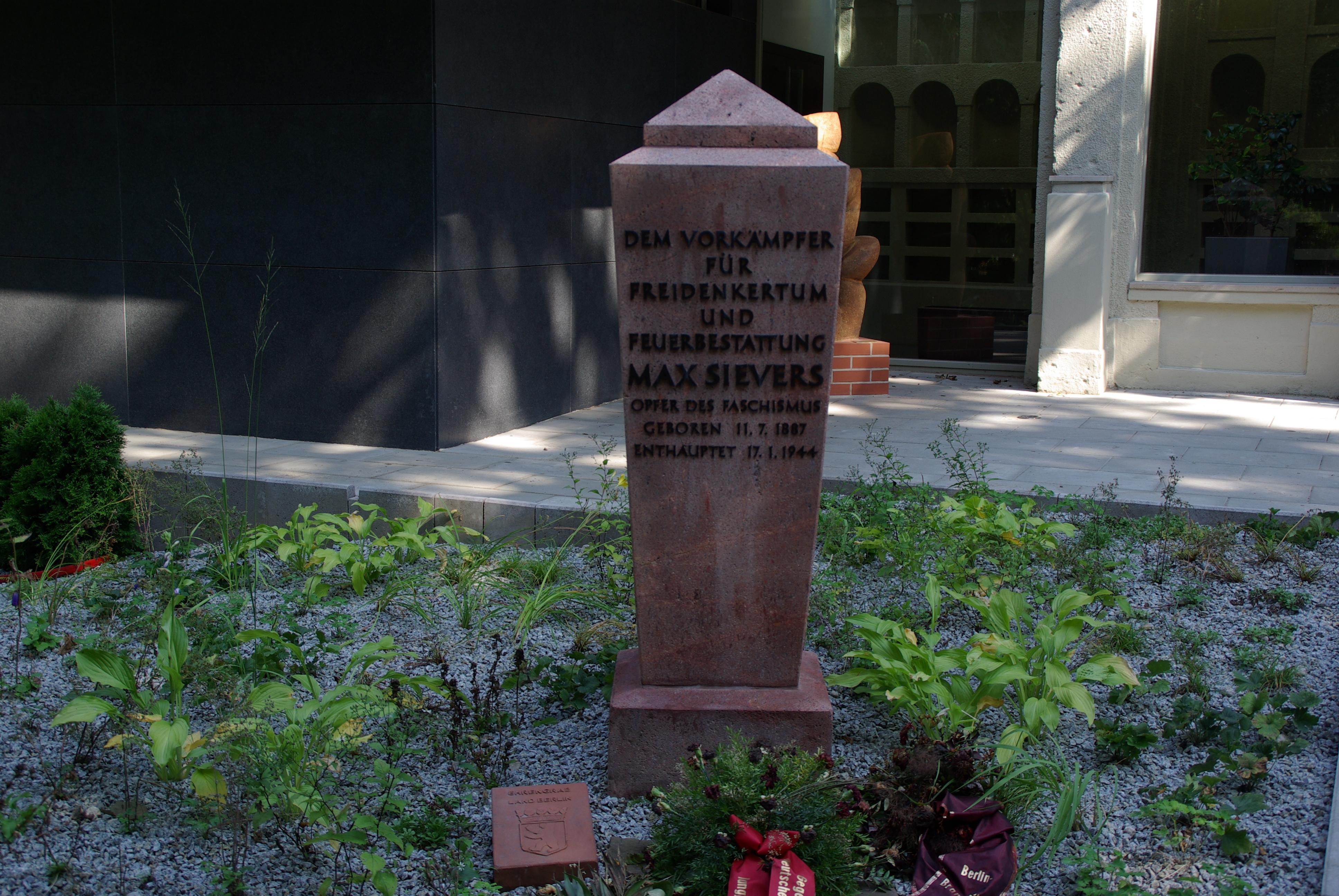
Grabstein, Gerichtstraße 38, in Berlin-Wedding

Max Georg Wilhelm Sievers (* 11. Juli 1887 in Berlin-Tempelhof; † 17. Januar 1944 in Brandenburg an der Havel) war Vorsitzender des Deutschen Freidenker-Verbandes und Widerstandskämpfer gegen den Nationalsozialismus.

## Leben
Sievers wurde am 11. Juli 1887 in der gemeinsamen Tempelhofer Wohnung seiner unverheirateten Mutter, der Handarbeiterin Emmy Amalie Amanda Getrude Sievers, und seiner Großmutter im Schöneberger Weg 4 geboren. Seine Mutter war evangelischer Konfession. Nach dem Schulbesuch übte er verschiedene Tätigkeiten aus. Im Januar 1915 musste Sievers unwillentlich unter Waffen und erlitt eine schwere Verwundung. Nach dem Krieg wurde er politisch aktiv, unter anderem als Redakteur des Arbeiter-Rats, schloss sich 1919 der USPD an und wechselte 1920 in die KPD über; er war zeitweise der Sekretär ihrer Zentrale. Diese verließ er jedoch nach kurzer Zeit, in Kritik an der Märzaktion 1921, und schloss sich der kurzlebigen Kommunistischen Arbeitsgemeinschaft (KAG) an, deren geschäftsführendem Ausschuss er angehörte.
Am 1. Oktober 1922 wurde Sievers Geschäftsführer des 1905 in Berlin gegründeten Vereins der Freidenker für Feuerbestattung (VdFfF), der von Sievers zunehmend politisiert wurde. Er startete 1925 die Herausgabe des Freidenker-Zentralorgans Der Freidenker, wurde 1927 zum Verbandsvorsitzenden der deutschen Freidenker gewählt und schloss sich erneut der SPD an. 1930 wurden die Freidenker in „Deutscher Freidenker-Verband“ umbenannt und hatten bereits über 600.000 Mitglieder.
Nach dem Reichstagsbrand am 27. Februar 1933 wurde Sievers im SA-Gefängnis Papestraße in „Schutzhaft“ genommen. Im April 1933 wurde er überraschend freigelassen und emigrierte nach Brüssel. Am 23. August 1933 vollzog Deutschland die Ausbürgerung Sievers’ – er war eine der 33 Personen, die auf der am 25. August veröffentlichten Ersten Ausbürgerungsliste des Deutschen Reichs von 1933 standen. Sievers arbeitete unterdessen weiter. Von Saarbrücken aus erschien weiterhin Der Freidenker. Nach dem Sieg der Nationalsozialisten bei der Saarabstimmung am 13. Januar 1935 gab er von Brüssel aus die Sievers-Korrespondenz (SIKO) und ab Anfang 1937 die Wochenzeitung Freies Deutschland heraus. Alle diese Publikationen wurden illegal in Deutschland verbreitet.
Sievers und seine Mitarbeiter agitierten gegen die Gewaltherrschaft des Nationalsozialismus, bezeichneten das Konkordat der katholischen Kirche (1933) als Bündnis des Klerus mit den Nationalsozialisten, warben für Widerstand und den Sturz des Regimes. Nach Sievers’ Überzeugung müsste nach dem Sieg über den Nationalsozialismus eine sozialistisch-demokratische Ordnung in Form einer Rätedemokratie folgen. In seinem Buch Unser Kampf gegen das „Dritte Reich“ (1939) führte er diese Überlegungen aus. Er übte scharfe Kritik an der Politik von SPD und KPD in den Jahren vor 1933.
Im Februar 1939 emigrierte das Ehepaar Sievers in die USA, kehrte aber im selben Jahr zurück nach Belgien, nachdem die Schweiz ihm das Visum verweigert hatte.
Am 17. Mai 1940 besetzte die Wehrmacht Brüssel, und Sievers wurde verhaftet. Er konnte fliehen und versteckte sich mit seiner belgischen Frau unter falschem Namen in Chéreng in Nordfrankreich. Er wurde am 3. Juni 1943 durch die Gestapo verhaftet, am 17. November 1943 vom Volksgerichtshof unter dem Vorsitz von Roland Freisler wegen „Vorbereitung zum Hochverrat mit Feindbegünstigung“ zum Tod verurteilt und am 17. Januar 1944 im Zuchthaus Brandenburg-Görden durch das Fallbeil hingerichtet.
Erst 1996 wurde das Urteil auf Betreiben des Humanistischen Verbandes Deutschlands aufgehoben.

## Ehrungen
- 10. Februar 1952 – Errichtung eines Ehrengrabes der Stadt Berlin auf dem Urnenfriedhof Gerichtstraße in Berlin-Wedding, Gerichtstraße
- 17. Januar 1984 – Anbringung einer Gedenktafel in der Gneisenaustraße 41 in Berlin-Kreuzberg

## Schriften

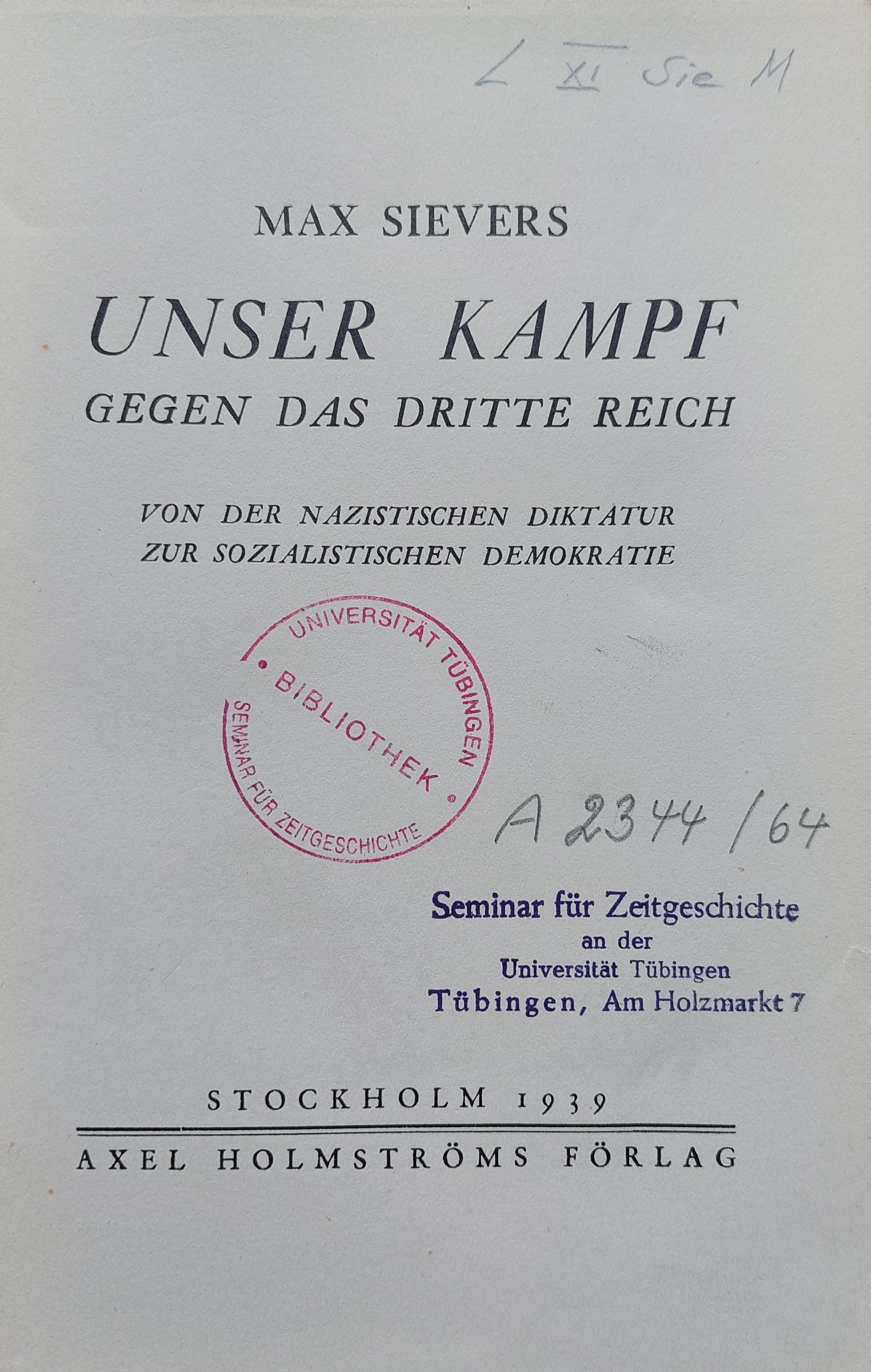
Unser Kampf gegen das Dritte Reich (1939)

- Unser Kampf gegen das Dritte Reich – von der nazistischen Diktatur zur sozialistischen Demokratie. Holmströms Förlag, Stockholm 1939.
  - im Anhang: L. F. Manfred: Die Ökonomie des Dritten Reiches, S. 141–227
- Gernot Bandur: Max Sievers. Freidenker-Sozialist-Kämpfer gegen den Faschismus. In: Freidenker [Spezial], Köln, 63. Jhrg., Nr. 3, Abb.
- Volker Mueller (Hrsg.): Max Sievers: Warum Feuerbestattung? Historische Reihe freigeistiger Texte. Band 1.  A. Lenz Verlag, Neustadt am Rbge 1998. ISBN 978-3-933037-03-9.
- Volker Mueller und Pierre-Yves Modicom (Hg.): Max Sievers. Was will der Deutsche Freidenkerverband? Historische Reihe freigeistiger Texte. Band 9. A. Lenz Verlag. Neu-Isenburg 2025. ISBN 978-3-943624-95-3.